# Carballo
Carballo là một đô thị của Tây Ban Nha ở tỉnh A Coruña tại cộng đồng tự trị của Galicia.